# رمزی آرپاچی-دوسو
رمزی آرپاچی-دوسو (به انگلیسی: Remzi Arpaci-Dusseau) استاد دانشگاه ویسکانسین-مدیسون و رئیس بخش علوم رایانه است. او یک گروه تحقیقاتی را با پروفسور آندریا آرپاچی دوسو رهبری می‌کند.‌ او و آندریا یک کتاب درسی درباره سیستم‌عامل‌ها با نام «سیستم‌های عامل: سه قطعه آسان» (OSTEP) نوشته‌اند که سالیانه میلیون‌ها بار دانلود می‌شود و در صدها مؤسسه در سراسر جهان استفاده می‌شود. تحقیقات او بیش از ۱۵۰۰۰ بار ذکر شده است و یکی از متخصصان برجسته در زمینه ذخیره‌سازی داده‌ها است. 

## تحصیلات
آرپاچی-دوسو در سال ۱۹۹۳ مدرک کارشناسی علوم خود را از دانشگاه میشیگان، آن آربور، سپس در سال ۱۹۹۶ مدرک کارشناسی ارشد خود را از دانشگاه کالیفرنیا، برکلی دریافت کرد. او بعداً دکترای خود را در همان موسسه با پایان‌نامه‌ای تحت عنوان «عملکرد در دسترس بودن برای شبکه‌های ایستگاه‌های کاری» دریافت کرد.

## جوایز و افتخارات
- جایزه مارک ویزر (۲۰۱۸)[۷]
- عضو ای‌سی‌ام (۲۰۲۰)[۸]
- عضو ای‌ای‌ای‌اس (۲۰۲۲)[۹]
- استاد برجسته ویلاس (۲۰۲۲)[۱۰]
- جایزه تدریس ممتاز رئیس دانشگاه ویسکانسین-مدیسن (۲۰۱۶)[۱۱]
- جایزه دانش آموختگان ممتاز علوم رایانه دانشگاه کالیفرنیا، برکلی (۲۰۲۳)[۱۲]
- جایزه فست تست آو تایم یوزنیکس (۲۰۲۲)[۱۳]
- جایزه فست بست پیپر یوزنیکس (۲۰۰۴، ۲۰۰۸، ۲۰۰۹، ۲۰۱۰، ۲۰۱۱، ۲۰۱۳، ۲۰۱۷، ۲۰۱۸، ۲۰۲۰)[۱۴]
- جایزه بست پیپر سمپوزیوم اصول سیستم عامل (۲۰۱۱)[۱۵]